# Terezie od Ježíše

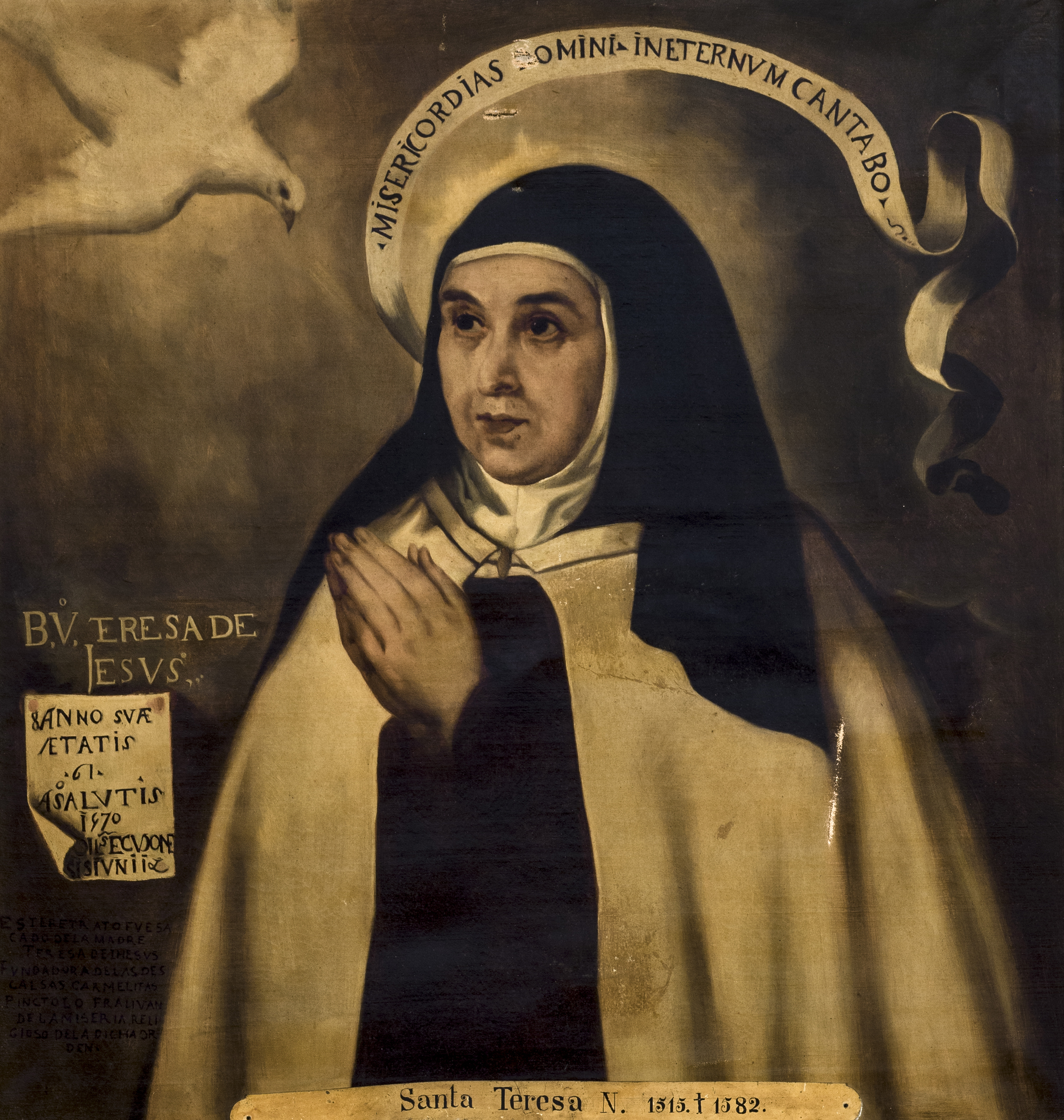
Terezie od Ježíše

Svatá Terezie od Ježíše, též zvaná Terezie z Ávily (Terezie z Avily) nebo Tereza z Ávily, křestním jménem Teresa de Cepeda y Ahumada (28. březen 1515 Ávila – 4. října 1582 Alba de Tormes) byla španělská mystička a reformátorka karmelitánského řádu. Její svátek se slaví 15. října (v noci ze 4. na 15. října proběhl přechod na gregoriánský kalendář, přičemž vypadlo 10 kalendářních dní). Papež sv. Pavel VI. ji 29. září 1970 vůbec jako první ženu jmenoval učitelkou církve (dnes jsou už čtyři).

## Život
Terezie byla dcerou rodičů obrácených ze židovství, rytíře Alonso Sáncheze de Cepeda a Beatriz d'Ávila y Ahumada. Tereziina matka Beatriz obzvlášť usilovala o to, aby z její dcery vyrostla zbožná křesťanka. Terezii již od dětství fascinovaly životy svatých a ve věku sedmi let utekla z domova s bratrem Rodrigem, protože chtěla zemřít jako mučednice mezi Maury. Zastavil je strýc, když se vracel do města a zahlédl Terezii s bratrem za městskými hradbami. Roku 1534 tajně odchází z domova a vstupuje do karmelitánského kláštera Vtělení v Ávile.
V klášteře však začala trpět nemocí. Záhy začala zakoušet duchovní vytržení, ovlivněna též knihou Abecedario espiritual, která po vzoru středověkých mystických spisů vybízela k vnitřní modlitbě a kontemplaci. K dispozici měla i jinou duchovní literaturu, která nejspíše ovlivnila také Duchovní cvičení sv. Ignáce z Loyoly.
Tvrdila, že během nemoci se pozvedla z nejnižšího stupně „vzpomínky“ do „zbožného ticha“ či dokonce „zbožné extáze“, která patří k dokonalému sjednocení s Bohem. V tomto posledním stupni, jak říkala, zažívala požehnané slzy. Jelikož chápala katolický rozdíl mezi smrtelným a lehkým hříchem, tvrdila, že pochopila hrůzu hříchu a vlastní povahu prvotního hříchu. Byla si také vědoma vlastní přirozené neschopnosti při konfrontaci s hříchem a potřeby absolutní podřízenosti Bohu.
Kolem roku 1556 několik jejích přátel prohlásilo, že její nově získané znalosti mají ďábelskou povahu, a ne božskou. Začala se trýznit a umrtvovat. Její zpovědník, jezuita sv. František Borgiáš, ji však přesvědčil o božské inspiraci jejích myšlenek. Na den sv. Petra roku 1559 získala Terezie pevné přesvědčení, že se jí zjevil sám Ježíš Kristus v tělesné podobě, i když neviditelné. Tato zjevení trvala téměř bez přerušení více než dva roky. V jiném zjevení ji opakovaně probodl serafín rozžhavenou špičkou zlatého kopí srdce, čímž jí způsobil nevýslovnou bolest v oblasti ducha i těla.
„Viděla jsem, že v ruce drží dlouhé zlaté kopí, na jehož železné špici jsem viděla malý oheň. Zdálo se mi, že mi je občas vráží do srdce a probodává mi vnitřnosti. Když kopí vytáhl, zdálo se, že vytáhl i vnitřnosti a nechal mě v ohni velké Boží lásky. Bolest byla tak velká, že jsem musela sténat a sladkost bolesti byla tak nevýslovná, že jsem si nemohla přát být jí zbavena…“

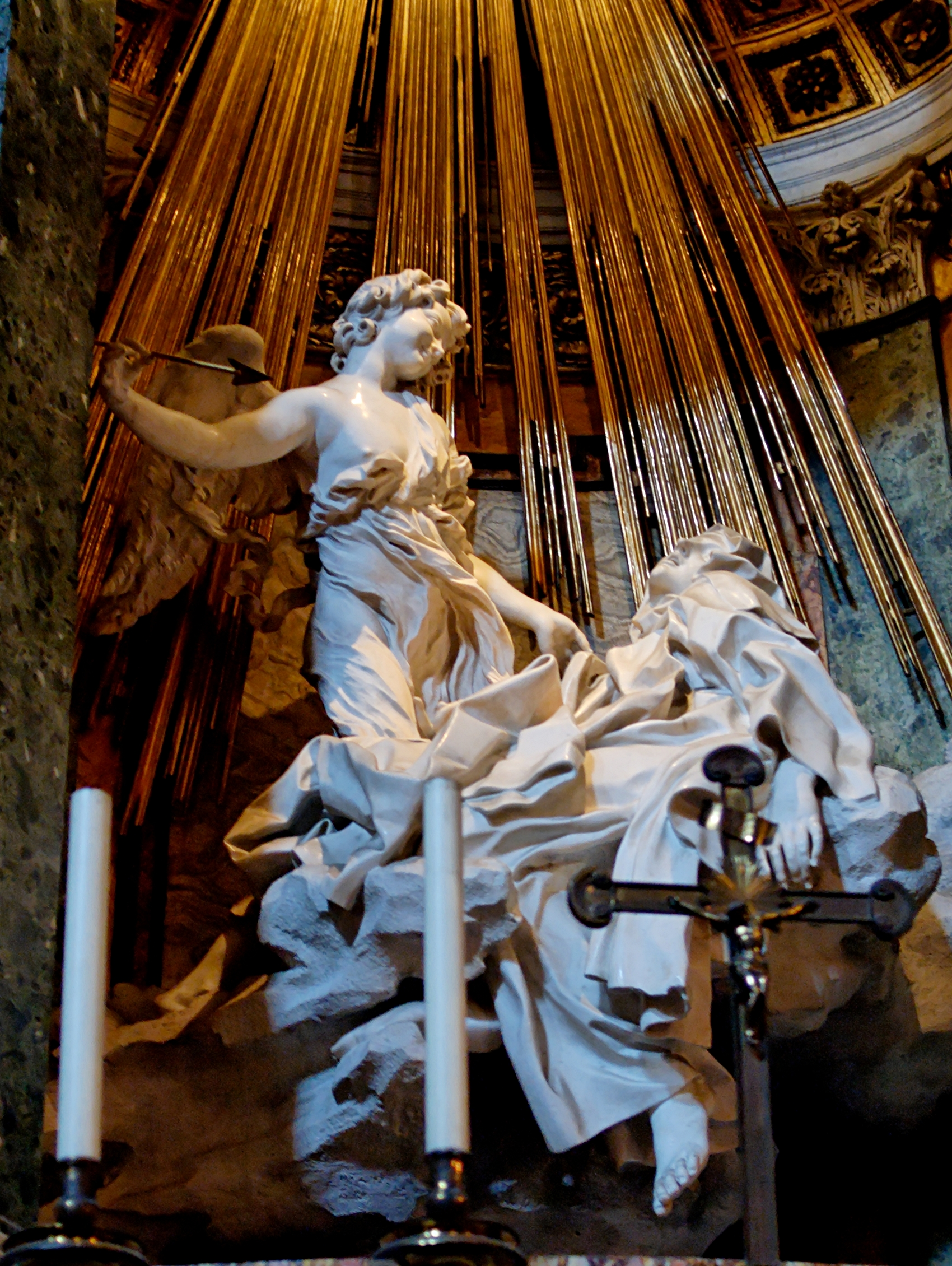
Gianlorenzo Bernini: Extáze sv. Terezy

Toto zjevení se stalo inspirací pro jedno z nejznámějších Berniniho děl – Extázi sv. Terezy v Santa Maria della Vittoria v Římě.
Vzpomínka na tuto událost jí sloužila jako zdroj inspirace po zbytek života a motivovala celoživotní napodobování Ježíšova života a utrpení shrnutém v mottu, které se s ní obvykle spojuje: Pane, nechej mě trpět, nebo zemřít.

## Mystika
Těžištěm Tereziina mystického myšlení ve všech jejích spisech je vzestup duše ve čtyřech stupních (Život, kapitoly 10–22):
První z nich – vnitřní modlitba – je zbožnou kontemplací či koncentrací, odvracení duše od vnějších podnětů a především zbožná kontemplace Kristova utrpení a pokání (Život 11.20).
Druhou modlitbou je modlitba ticha, při níž je přinejmenším lidská vůle ztracena v Boží vůli na základě nadpřirozeného stavu darovaného Bohem, zatímco ostatní mohutnosti, jako je paměť, rozum a představivost, se ještě neodpoutaly od světského rozptýlení. I když je částečné rozptýlení způsobeno vnějšími úkony, jako je opakování modliteb či sepisování duchovních zkušeností, převažující duševní stav je ticho (Život 14.1).
Zbožné sjednocení není jen nadpřirozený, ale podstatně extatický stav. Také v tomto stupni je rozum ponořen v Bohu a pouze paměť a představivost se volně pohybují. Tento stav doprovází blažený pokoj, sladký spánek přinejmenším vyšších duševních mohutností, vědomé vytržení v Boží lásce.
Čtvrtý stupeň je zbožná extáze či vytržení, což je pasivní stav, kdy se ztrácí vědomí přebývání v těle (2. Kor. 12, 2–3). Činnost smyslů ustává, paměť a představivost jsou ponořené do Boha či omámené. Tělo a duch prožívají agonii sladké, šťastné bolesti. Ta přechází ze strašného ohnivého žáru, naprosté neschopnosti a nevědomí do období odloučenosti přerušeného někdy takovým extatickým vzletem, až je tělo doslova zdviženo do prostoru. Tento stav trvá půl hodiny a v odpověď na něj přichází několikahodinový odpočinek podobající se slabosti při omdlení doprovázený popřením všech mohutností ve spojení s Bohem. Z tohoto stavu se člověk probouzí v slzách a dochází k vrcholu mystické zkušenosti vedoucí k transu. (Tvrdí se, že ji skutečně více než jednou viděli levitovat během mše svaté. Vnitřní hrad sv. Terezie z Ávily).
Terezie je jedním z nejvýznačnějších autorů o vnitřní modlitbě a mezi autory mystické teologie zaujímá jedinečné místo. Ve všech pojednáních na toto téma mluví o osobních zkušenostech, které díky hlubokému vhledu a analytickým schopnostem byla schopná přesně vysvětlit. Její definice se objevuje v Katechismu katolické církve: „Vnitřní modlitba (oración mental), podle mého názoru, není nic jiného než důvěrný vztah přátelství, v němž člověk důvěrně hovoří s tím, o němž ví, že je jím milován“.
V jejích spisech množství metafor podává živý obrazu mystické modlitby jako zavlažované zahrady.

## Spisy

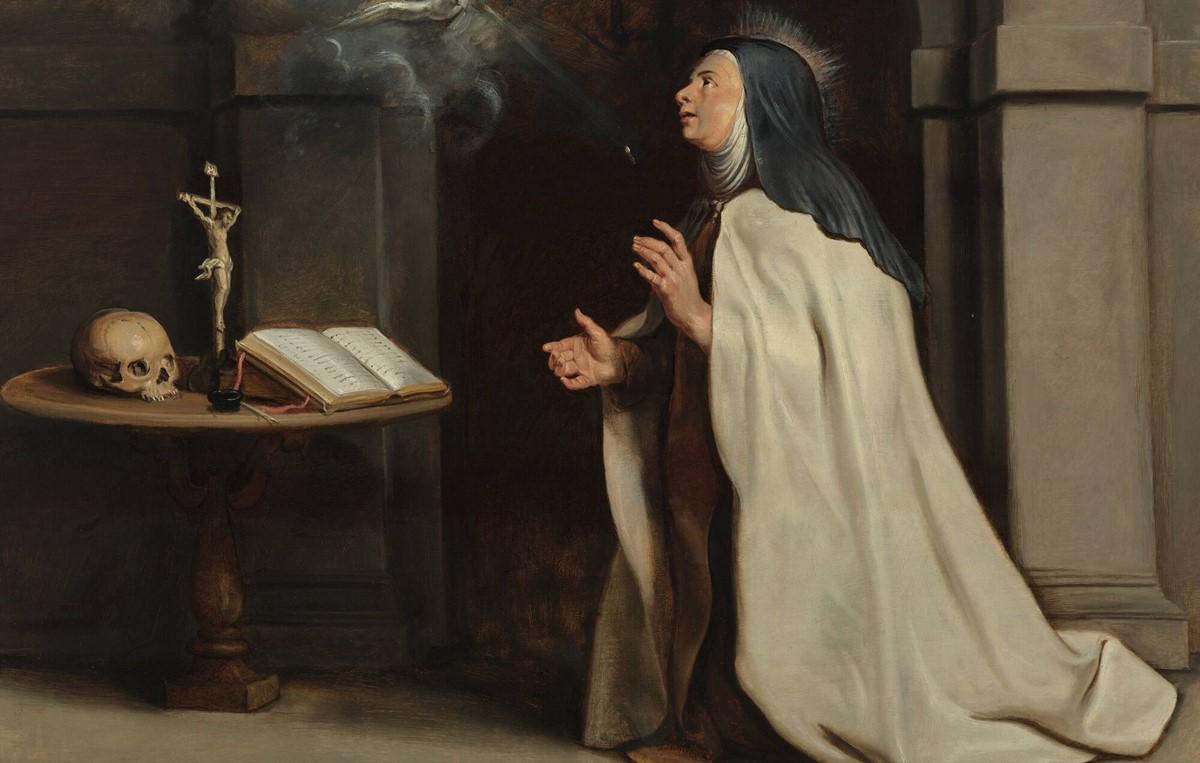
Terezie od Ježíše (autor: Peter Paul Rubens)

Tereziny spisy patří k nejvýznamnějším a nejvýraznějším dílům křesťanské mystiky. Terezie je sepsala především z pedagogického důvodu – aby naučila své spolusestry praxi vnitřní modlitby a života v řeholní dokonalosti.
- Život (La vida, před 1567) – vlastní životopis.
- Cesta k dokonalosti (Camino de perfección, před 1567) – výklad o modlitbě, zvláště o Otčenáši.
- Hrad v nitru (El castillo interior nebo Las Moradas, před 1577) – zde přirovnává Terezie duši člověka k hradu se sedmero komnatami, kterými je potřeba projít, má-li člověk nalézt Boha i sebe.
- Nad velepísní – spis začínající jako výklad k biblické knize Píseň písní neboli Velepíseň
- Kniha o zakládání (Libro de las fundaciones) – o zakládání reformovaných karmelitánských klášterů
- 15 tisíc dopisů, z nichž se zachovalo několik set
- Básně (Poesías) – známo je celkem 31 básní,[1] z nichž některé jsou přeloženy i do češtiny[pozn. 1]

## Zajímavost
S Terezií z Ávily je spojena i soška tzv. Pražského Jezulátka.
Podle legendy Terezie, planoucí velkou láskou k Ježíši Kristu i v jeho dětské podobě, získala od jistého mnicha sošku Jezulátka; mnichovi se Ježíšek zázračně ukázal a on na základě jeho podoby sošku vymodeloval. Tuto sošku pak měla Terezie darovat své přítelkyni, jejíž dcera se chystala na cestu do Prahy. Soška, známá jako Pražské Jezulátko, je nyní vystavena v chrámu Panny Marie Vítězné na Malé Straně v Praze. Historicky vzato si ale sošku  Jezulátka přivezla do Prahy Marie Manrique de Lara y Mendoza, choť nejvyššího kancléře Vratislava II. z Pernštejna, a roku 1603 ji dala jako svatební dar své dceři Polyxeně z Pernštejna při jejím sňatku se Zdeňkem Vojtěchem Popelem z Lobkovic. Polyxena ji po svém ovdovění věnovala roku 1628 pražskému Karmelu. Poutní kostel Panny Marie Vítězné, kde je Pražské Jezulátko uchováváno, spravují i v dnešní době Bosí karmelitáni.
Historicky je doloženo, že Terezie u sebe stále nosila sošku dítěte Ježíše, jak ji představuje film Terezie od Ježíše (1984). Film dále ukazuje, jak soška Terezii chránila během jejích nebezpečných cest (podle životopisu to byla ale modlitba ke sv. Josefu). V některých scénách se řádové sestry střídají při výměně oblečků sošky. Úcta k Ježíškovi se ve Španělsku rychle rozšířila pravděpodobně díky jejím mystickým zjevením.
Ze životopisu sv. Terezie z Ávily plyne, že na schodišti jednoho domu přeměněného na klášter spatřila mladého chlapce, který se jí zeptal na jméno. Odpověděla: „Jsem Terezie od Ježíše“, na což odvětil: „Jsem Ježíš od Terezie“.
Podobně Raymond Arroyo vypráví v životopise Matky Angeliky, že zažila podobnou událost zjevení dítěte Ježíše v Kolumbii. Uvádí se, že po krátké rozmluvě s dítětem zjistila, že se jedná o Božské dítě z Bogoty. Matka Angelika je také známá svou úctou k sošce Pražského Jezulátka.